# Ahmed Balafrej
Aḥmad Balafrej, noto anche come Ahmed Balafrej (in arabo أحمد بلافريج ‎?; Rabat, 5 settembre 1908 – 14 aprile 1990) è stato un politico marocchino.
Figura chiave del movimento indipendentista marocchino, in quanto fondatore del Partito dell'Indipendenza, di cui è stato segretario generale dal 1943 al 1960, fu il primo Ministro degli affari esteri del Marocco indipendente e ricoprì per pochi mesi anche la carica di Presidente del Consiglio di governo.

## Biografia
Nacque nel 1908 in una famiglia piuttosto agiata della medina di Rabat, presumibilmente discendente di alcuni moriscos di Hornachos che dopo l'esilio nel XVII secolo fondarono la repubblica del Bou Regreg. Compiuti gli studi primari nella città natale si è poi diplomato presso il Lycée Henri-IV di Parigi, perfezionando i suoi studi arabi presso l'Università del Cairo nel 1927 e studiando tra il 1928 e il 1932 presso la Sorbona, dove si è laureato in lettere e scienze politiche; a Parigi contribuì alla fondazione dell'Association des étudiants musulmans nord-africains en France (AEMNAF) nel 1927, di cui divenne segretario nel 1930.
Nell'agosto 1926 fondò a Rabat la Société des amis de la vérité, una prima forma organizzata segreta del movimento nazionalista marocchino, il quale iniziò ad espandersi notevolmente con la promulgazione del Dahir berbero da parte dell'amministrazione del Protettorato francese nel 1930. Proprio al 1930 risale l'incontro con lo scrittore druso Shekib Arslan, al quale fu poi legato da un'intensa amicizia.